# ラーハルト・アダムス
ラーハルト・アダムス（英語: Rahart Adams、1996年1月31日 - ）は、オーストラリアの俳優。

## 経歴
1996年1月31日、ビクトリア州メルボルン生まれ。 両親はマルタとパキスタンの血を引いており、ラーハルトは4人の子供のうち2番目の子供として生まれた。バーウィックグラマー大学ではメディアおよびビジネス研究を専攻。
2013年から2015年にかけてオーストラリアのティーン向けドラマ『ノーウェア・ボーイズ』に主演。
2014年からはニコロデオンのテレビドラマシリーズ『エヴリ・ウィッチ・ウェイ』にメインキャストとして出演し、アメリカのドラマに初出演。
2023年、自身もファンであるDCエクステンデッド・ユニバースの1作『ゴッサム・ナイツ』にブロディ・マーチ役で出演。

## 主な出演作品

### テレビドラマ
- 2013年：『ネイバーズ』(Neighbours)
- 2013年−2015年 : 『ノーウェア・ボーイズ』 (Nowhere Boys）− サム・コンテ
  - 2016年 : 『ノーウェア・ボーイズ: ザ・ブック・オブ・シャドウズ』 (Nowhere Boys: The Book of Shadows) − 映画版
- 2014年−2015年 : エヴリ・ウィッチ・ウェイ (Every Witch Way) − ジャックス・ノボア
- 2015年 : 『ライアー、ライアー、ヴァンパイア 』(Liar, Liar, Vampire) − デイビス・ペル
- 2016年 : 『フォーサム』 (Foursome) − ケント・サイダック
- 2023年 : 『ゴッサム・ナイツ』 (Gotham Knights) − ブロディ・マーチ

### 映画
- 2016年 : 『エモ・ザ・ミュージカル』 (Emo the Musical) − ブラッドリー
- 2018年 : 『パシフィック・リム: アップライジング 』(Pacific Rim: Uprising) − カデテ・タヒマ
- 2020年 ：Starlight
- 2022年 ：Shadows